# Vaison-la-Romaine
Vaison-la-Romaine je naselje in občina v jugovzhodnem francoskem departmaju Vaucluse regije Provansa-Alpe-Azurna obala. Naselje je leta 2010 imelo 6.169 prebivalcev.

## Geografija
Kraj leži v pokrajini Venaissin znotraj naravnega regijskega parka Mont Ventoux ob reki Ouvèze, 50 km severovzhodno od Avignona.

## Uprava
Vaison-la-Romaine je sedež istoimenskega kantona, v katerega so poleg njegove vključene še občine Buisson, Cairanne, Crestet, Faucon, Puyméras, Rasteau, Roaix, Saint-Marcellin-lès-Vaison, Saint-Romain-en-Viennois, Saint-Roman-de-Malegarde, Séguret in Villedieu s 13.302 prebivalcema.
Kanton Vaison-la-Romaine je sestavni del okrožja Carpentras.

## Zgodovina
Območje Vaisona je bilo poseljeno že v bronasti dobi. Ob koncu 4. stoletja pred našim štetjem je naselbina Vasio Vocontiorum postala sedež galskega plemena Vocontii, ki so obdržali delno avtonomijo tudi po rimski osvojitvi Galije (125 - 118 pr. n. št.), v tem času je kraj postal eno najbogatejših mest Gallie Narbonensis, s številnimi pločniki, posejanimi z mozaiki, na skalnatem pobočju je dobilo rimsko gledališče, verjetno zgrajeno za časa cesarja Tiberija (42 pr. n. št. - 37 n. št.), čigar kip je bil najden na vidnem mestu na tem prostoru. V 3. stoletju je postal tudi sedež škofije.
Po propadu Zahodnorimskega cesarstva je območje prehajalo iz rok v roke številnim vojskam, od Burgundov preko Ostrogotov (527) do Frankov pod Klotarjem I. (545), kasneje pripadlo Provansi.
V 12. stoletju je izbruhnil spor med grofi Provanse, ki so pod Rajmondom VI. Toulouškim v tem času utrjevali svoj, tako imenovani "zgornji" del mesta, in škofi Vaisona, ki so imeli v oblasti svoj spodnji del mesta. Končal se je s sporazumom v letu 1251, ki ga je uspel doseči bodoči papež Klemen IV.. Od 14. stoletja pa vse do francoske revolucije je pripadal grofiji Venaissin, delu ozemlja Papeške države.

## Zanimivosti
Vaison-la-Romaine je na seznamu francoskih umetnostno-zgodovinskih mest.
- arheološki park, ostanki nekdanje antične naselbine Vasio Vocontiorum,
  - rimski zid z mostom na reki Ouvèze,
  - rimsko gledališče,
  - galo-rimske toplice,
- romansko-gotska katedrala Nazareške Matere Božje iz 13. stoletja z amostanskim vrtom, sedež nekdanje škofije Vaison, ukinjene s konkordatom 1801, od leta 1840 na seznamu francoskih zgodovinskih spomenikov,
- katedrala sv. Kvinidija (Quinidius, † 579), škofa Vaisona, iz 15. do 18. stoletja, od leta 1994 na seznamu francoskih zgodovinskih spomenikov,
- romanska kapela sv. Kvinidija iz 12. stoletja, od leta 1840 na seznamu francoskih zgodovinskih spomenikov,
- ostanki nekdanjega srednjeveškega gradu grofov Toulouških, od leta 1920 na seznamu francoskih zgodovinskih spomenikov,
- urni stolp,
- arheološki muzej Theo Desplans.

- rimsko gledališče
- Nazareška Mati Božja
- Sveti Kvinidij
- Château de Vaison

## Pobratena mesta
- Martigny (Valais, Švica);